# Pimm van Hest
Pimm van Hest (Veldhoven, 25 augustus 1975) is een Nederlands kinderboekenschrijver.

## Biografie
Van Hest studeerde aan de pabo en schreef als afstudeerproject een kinderboek: De Mysterieuze avonturen van Keob en zijn vrienden. Na tijdelijk voor de klas te hebben gestaan, begon hij aan een studie psychologie aan de Universiteit van Tilburg. Met zijn vriend adopteerde hij in 2008 een dochter, na een traject van drie jaar.
Omdat Van Hest tijdens de procedure merkte dat er voor adoptiekinderen vrijwel geen voorlichting over adoptie bestond, besloot hij hierover een prentenboekverhaal te schrijven. Dit werd uiteindelijk Rosita. Hierna volgden nog verschillende andere prentenboeken.
Zijn prentenboeken verschijnen bij uitgeverij Clavis en zijn in meerdere talen vertaald.